# Калинаускас, Игорь Николаевич
Игорь Николаевич Калинаускас (род. 7 февраля 1945, Новгород) — театральный режиссёр, художник, певец и композитор, руководитель и один из исполнителей вокального дуэта «Duo Zikr», психолог.

## Молодые годы
Родился 7 февраля 1945 года в Новгороде. С детства имел интерес к рисованию, одна из его акварелей даже экспонировалась на городской выставке. В молодые годы интерес к искусству привел его в Театральный институт имени Бориса Щукина, после окончания которого стал театральным режиссёром. Художником стал в зрелом возрасте, не получив базового художественного образования.

## Театральный режиссёр
Как театральный режиссёр он известен под фамилией Николаев. Поставил 68 спектаклей на сценах многих городов Советского Союза. С 1970 до 1984 работал режиссёром в Астрахани (Драматический театр), Орджоникидзе (Академический русский театр имени Вахтангова), Минске (Театр им. М.Горького), Вильнюсе (Русский драматический театр Литвы). Наиболее яркими его постановками во время работы в Вильнюсе стали «Арена» по пьесе Исаака Фридберга и «Феномены» по пьесе Григория Горина. Как актёр он снялся в двух литовских фильмах-спектаклях: «Сильное чувство» (1981) и «Свадьба» (1981).

## Психолог
Будучи режиссёром, под влиянием книги «Режиссура как практическая психология» П. М. Ершова Игорь увлекся психологией. На его становление как психолога также повлияло знакомство с Аркадием Ровнером, который подарил ему текст «Раджа-йога» Свами Вивекананды. Увлечение нетрадиционными учениями, которые привели его к суфийским мастерам и их методикам, лишили Калинаускаса возможности заниматься театром в советские времена.
В поисках работы в 1985 году переехал в Киев. Сначала работал в Институте физкультуры массажистом, мануальником и тренером-психологом. По его методикам тренировался в том числе и рекордсмен мира 1984 по прыжкам в высоту Рудольф Поварницын. С 1986 работал в Институте клинической радиологии в должности психолога по работе с ликвидаторами последствий Чернобыльской катастрофы. С появлением в СССР первых кооперативов И. Калинаускас вернулся в Вильнюс, где создал кооператив по оказанию психологической помощи. В постсоветские времена опубликовал более десяти книг. Наиболее популярные из них, такие как «Наедине с миром», «Жить надо», «Хорошо сидим», «Игры, в которые играет Я» и другие, переведенные с русского на английский, немецкий, литовский, чешский и словацкий языки. В 1999 г. Калинаускас был избран действительным членом Международной Академии Науки и Культуры в Сан-Франциско (IASC). А в 1999 году эта Академия присвоила ему звание доктора философии в области «Философия и психология личности». В этом же году Академия присвоила ему звание доктора философии в области «Соционика». Общий тираж книг, вышедших на русском языке, превышает сто тысяч экземпляров.

## Певец и композитор

Duo Zikr

Как певец и композитор выступает под псевдонимом Игорь Силин (Силина — девичья фамилия его матери). В 1989 познакомился с выпускницей Киевского театрального института имени Карпенко-Карого Ольгой Ткаченко, с которой впоследствии создал музыкальный дуэт Duo Zikr.
Создание дуэта в 1993 году совпало с сотрудничеством с Сергеем Курехиным. За более чем 30-летнюю историю дуэт Duo Zikr выпустил множество альбомов и коллабораций, в записи которых принимали участие: Борис Гребенщиков, Дживан Гаспарян, Эвелин Гленни, Юрий Морозов, Энвер Измайлов, Андрей Самсонов, Сергей Чиграков, Кирилл Кравцов, Борис Рубекин.
Дуэт Duo Zikr неоднократно выступал на крупнейшем музыкальном фестивале MIDEM – в 1995, 2009 и 2010 годах в Каннах и Барселоне и на MIDEM ASIA в 1996 в Гонконге, на фестивалях SXSW в Остине и PCMC в Сиднее в 1997, а также на других музыкальных форумах.
Музыкальный стиль дуэта, так называемая «вокальная импровизация», отличается новаторским подходом и объединяет этнические стили, где используется традиционный вокал и горловое пение, с современным музыкальным авангардом. Вот как описывают музыкальную стилистику Duo Zikr критики:

Певцы исполняют ритуальный, шаманский, скатовый вокальный стиль, который вбирает в себя традиции и приемы, заимствованные из азиатского пения, мусульманских и буддийских песнопений, создавая диапазон звуков и тонов, практически не уступающий симфоническому оркестру.Оригинальный текст (англ.)The singers perform a queer style of ritual, shamanic, scat vocalese that embraces traditions and techniques borrowed from Asiatic singing and Muslim and Buddhist chants to create a range of sound and tones almost equal to that of a symphony orchestra.— Вадим Юрченков. Billboard, 1997-04-26, с. 59.

Одетые в яркие, но бесформенные одежды мужчина и женщина сидят на сцене лицом друг к другу. После паузы они начинают петь. В песне нет слов. В ней даже нет музыки. Она состоит из громких и тихих звуков под аккомпанемент фортепиано: церковные песнопения и спиричуэлс, в сочетании с горловым пением и авангардной музыкой.Оригинальный текст (англ.)Dressed in brightly colored but shapeless garments, a man and a woman sit on stage facing each other. After a pause, they start singing. The song has no words. It doesn’t even have music. It consists of loud and quiet sounds accompanied by a piano: church chants meet spirituals, combined with throat singing and avant-garde music.— Александр Братерский. The Moscow Times, 30 марта 2018.

## Художник
В конце 1990-х Игорь Калинаускас увлекся живописью. Первой его работой была трехметровая картина «Чаша» (1997), написанная в Санкт-Петербурге. С того времени создал более 900 картин. Его работы представлены более чем на 25 выставках в галереях Украины, России, США, Литвы, Словакии и других стран, находятся в частных коллекциях во многих странах мира. Художник создает их в своих мастерских, расположенных в Москве, Киеве, Братислава, на хуторе в Литве. Как художник также известен под псевдонимом ИНК.
Известный украинский арт-критик Константин Дорошенко определяет жанр, в котором работает Игорь Калинаускас, как визионерское искусство. Литовский философ и культуролог Альгис Уждавинис отмечает влияние на творчество Игоря Николаевича его увлечения эзотерикой: «Многим произведениям И. Калинаускаса свойственна почти детская наивность, характерная для западных примитивистов XX века, но вместе с тем художник вкладывает в свои картины особый философский смысл, отражающий основные принципы его духовно-эстетической стратегии. В этом отношении творчество автора как бы устремляется в русло „эзотерической педагогики“ и становится символом для медитации, внешним толчком для постижения смысла, который скрывается под маской незамысловатой внешности».
Произведения Игоря Калинаускаса условно разделяют на три основные группы: портреты, пейзажи и абстракции. Он создал более 400 портретов, среди которых «Мастер, любуется чашей» (1998), «Портрет Аркадия» (1999), женский портрет «Просветленная» (2000), «Свет вылепил меня из тьмы» (2000), «Портрет Барбары» (2010). Калинаускас изображает человека не как «политическое животное» (лат. zōon politikon) Аристотеля, а как существо, радикально превышающее горизонтальный пласт бытия, как медиум, наблюдатель. Его пейзажи — это своеобразный мост между его портретами и абстракциями. Гармония, её перманентный поиск — вот лейтмотив его пейзажной творчества. Среди таких работ — «Турчьянская долина» (2000), «Пасхальное утро» (2001), «Одинокий странник» (2002). В то время, как его пейзажи — это «прозрение о возможности иного, более гармоничного мира», его абстрактный цикл указывает «на попытки обнажить определенные скрепы бытия», на поиск тех «художественных и онтологических „первостихий“», которые способны объединить объединить выпавшего из первоначального всеединства мира человека. В последних его работах доминируют абстрактные мотивы (серии «Странствующие звезды» и «Тайная вечеря»).

### Серия «Странствующие звезды»
Серия картин «Странствующие звезды» была создана в 2005 году и выставлялась в разных странах мира. Звёзды на картинах Калинаускаса уподобляются людям — человек, как звезда, порождающая целый мир. «Звезда от звезды разнится в славе», — говорил Апостол. Казалось бы, можно сказать, что это портреты звезд-ангелов (данные через ту же символику цвета и вихря), если бы не эпитет — «странствующие» и цветовое разнообразие полотен. Нет, это все же — портреты людей, точнее даже — душ людей, их утроб и сердец, " — отмечает Алиса Ложкина, главный редактор Art Ukraine.
Художница и арт-критик Кристина Катракис по поводу его четырех картин «The City — New York» из серии «Блуждающие звезды», которые выставлялись в январе 2014 года в знаменитой галерее «Caelum Galley, Chelea» в Нью-Йорке, отмечает: «Могут возразить, что пик современного „движения тондо“ прошёл в начале 60-х и 70-х годов в произведениях таких художников, как Войцех Фангор, его нетантричних дискообразных картинах. Эта тема была позже продолжена в серии работ Ли Ленарт, а некоторые художники, такие как Роберт Шаберль, Ганс Герберт Гартвиг, а также Гэри Лэнг и Трейси Мелтон как и раньше продолжают работать в стиле «тондо». Тем не менее, я не рассматриваю работы Игоря Калінаускаса как пережитки движения 60-х и 70-х годов… Наоборот, я рассматриваю это как совершенно новую волну «тондо», которое пережило возрождение собственных основных идеалов и в настоящее время процветает в совершенно новой современной форме выражения".
Николас Бергман, один из директоров нью-йоркской галереи Caelum Gallery, отмечал: «Лейтмотивом у художника есть круг, и он углубляется не только в его геометрические свойства, но и в его символику. Круги могут быть теплыми и привлекательным, поскольку вызывают в воображении женские качества, такие как утроба матери или грудь, или могут пугать, когда вызывают затмения Луны или Солнца и другие космические события. Зрителю представлены увлекательные неоднозначности как эффект масштаба. Круги могут проецироваться на микроскопический мир или на макроскопический, они могут заполнять как положительное, так и отрицательное пространство. Работы богатые цветом и яркие по живописной манере.»

### «Тайная вечеря» Леонардо да Винчи: Дух, Тело, Кровь
Особая тема его творчества — переосмысление знаменитой «Тайной вечери» Леонардо да Винчи. Над этим художник работает много лет. Первая выставка, посвященная шедевру, была представлена в 2006 году в Музее науки и техники Леонардо да Винчи в Милане
Картины этой серии выставлялись также в других городах и странах, в частности, в Братиславе в 2011 году на выставке «INK The Last Supper: Spirit, Flesh, Blood».
Но наиболее полное воплощение его видения знаменитой картины было представлено в киевской галерее «Лавра» в масштабном философском арт-проекте «Прошло 2000 лет: лица стерлись, свет остался» (полиптих-инсталляция, реминисценция). В этой инсталляции в серии картин представлены лица апостолов и Христос в момент библейской сцены тайной вечери. Но эти картины — только часть инсталляции, включающей графический полиптих-алтарь и столпы в форме ангелов, защищающих импровизированную неф. Был большой белый стол, призванный «приблизить» библейскую сцену. Кроме того, звучала музыка дуэта «Zikr». Искусствовед, преподаватель курса «Синтез искусств» в Киевском художественном институте, член Национального союза художников Украины Алла Ревенко по поводу арт-проекта Игоря Калинаускаса отмечает: «В начале прошлого века Вагнером начала разрабатываться теория единства искусств. И с того времени многие художники пытались достичь этого совершенства, всеобщего искусства, объединяющего все виды искусств… Игорь Калинаускас как режиссер, музыкант и художник объединил все виды искусств: музыку, живопись, режиссуру, скульптуру, спектакль, книгу.»

### Проект «Ultra Violet Light»
«Ultra Violet Light» — это совместный проект Игоря Калинаускаса с франко-американской художницей Изабель Коллин Дюфрен (известной под псевдонимом Ультрафиолет), который включает серию работ, связанных с образом света как такового: пылающие сферы света «странствующих звезд» и «космических эмбрионов» Калинаускаса и работы в неоновом свете и скульптуры «IXXI» всемирноизвестной художницы, музы Сальвадора Дали и Энди Уорхола. В основе их творческого сотрудничества лежит концепция света как жизненно важного элемента, но свет подается в сравнении его видения художницей-женщиной и видения художником-мужчиной. Вместе художники исследуют язык света, который использовался во многих священных текстах, в которых элемент универсальной истины говорит через свет, в образе света и через свет. Примеряя эту концепцию к современности, художники получают настоящую форму постмодернизма в действии, где наводятся мосты между древним и современным, священным и мирским, мифом и реальностью, смесь мировоззрений, языков, философий, сливающихся в одно целое — взрыв света.
Проект «Ultraviolet Light» был представлен в феврале 2014 в галерее Depardieu Gallery (Ницца, Франция) и в сентябре 2014 в RAR Gallery (Берлин, Германия).

### Персональные выставки картин
- 2014, сентябрь — Берлин, Германия. RAR Gallery. Инсталляция «The Last Supper»[43].
- 2014, сентябрь — Берлин, Германия. RAR Gallery. Проект «Ultraviolet Light»[43].
- 2014, февраль — Ницца, Франция. Depardieu Gallery. «Ultraviolet Light»[45].
- 2014, январь — Нью-Йорк, США. Caelum Galley, Chelea[26] «The City — New York».
- 2013, сентябрь-октябрь — Львов, Украина. Галерея Гери Боумена[46], British Club, «Странствующие звезды II»[47][48].
- 2012, июнь-июль — Киев, Украина. «Eternal Light». Инсталляция «Тайная вечеря». Галерея «Лавра»[22][49].
- 2012, январь — Лондон, Великобритания. Инсталляция «Rebirth: dreams and Memories» для «Bond Magazine»[50], Saatchi Gallery.
- 2011, май — Москва, Россия. Галерея Єлєни Врублєвської[51]. Выставка «Магический кабинет»[52].
- 2010, август — Цюрих, Швейцария. Выставка «Странствующие звезды»[25].
- 2008, сентябрь — Вильнюс, Литва. Галерея «Actus magnus»[53]. Выставка «Абстрактная эротика».
- 2006, июнь — Париж, Франция. Chapelle Saint-Louis de la Salpêtrière[фр.]. Выставка «Genese: Paroles de la Creation»[54].
- 2006, март — Милан, Италия. Национальный музей науки и технологий Леонардо да Винчи[англ.]. Тайная вечеря: Дух, Тело, Кровь[33][34][55].
- 2004, декабрь — Санкт-Петербург, Россия. Музей И. Бродского[56]. Мистерия времени (Магический кабинет).
- 2003, январь — Вильнюс, Литва. Галерея «Stiklo karoliukai»[57]. Мистерия одиночества.
- 1998, август — Каунас, Литва. Дом Перкуна
- 1998, июнь — Санкт-Петербург, Россия. Фонд свободного русского современного искусства.